# Кімберлі Гілл
Кімберлі Гілл (англ. Kimberly Hill, нар. 30 листопада 1989) — американська волейболістка, чемпіонка Олімпійських ігор 2020 року.

## Клуби
| Роки      | Клуби                      |
| --------- | -------------------------- |
| 2013—2014 | «Атом Трефль» (Сопот)      |
| 2014—2015 | «Ігор Горгонзола» (Новара) |
| 2015—2017 | «Вакіфбанк» (Стамбул)      |
| 2017—2021 | «Імоко» (Конельяно)        |

## Статистика
Статистика виступів в єврокубках і клубних чемпіонатах світу:
| Сезон   | Клуб                       | Турнір          | Ігри | Сети | Очки | Ср.  | Примітки |
| ------- | -------------------------- | --------------- | ---- | ---- | ---- | ---- | -------- |
| 2013/14 | «Атом Трефль» (Сопот)      | Ліга чемпіонів  | 7    | 20   | 49   | 2,45 |          |
| 2014/15 | «Ігор Горгонзола» (Новара) | Кубок ЄКВ       | 2    | 7    | 28   | 4    |          |
| 2015/16 | «Вакіфбанк» (Стамбул)      | Ліга чемпіонів  | 9    | 29   | 69   | 2,38 |          |
| 2016/17 | «Вакіфбанк» (Стамбул)      | Ліга чемпіонів  | 10   | 37   | 90   | 2,43 |          |
| 2017/18 | «Імоко» (Конельяно)        | Ліга чемпіонів  | 13   | 47   | 168  | 3,57 |          |
| 2018/19 | «Імоко» (Конельяно)        | Ліга чемпіонів  | 11   | 42   | 146  | 3,48 |          |
| 2019/20 | «Імоко» (Конельяно)        | Ліга чемпіонів  | 5    | 15   | 42   | 2,8  |          |
| 2020/21 | «Імоко» (Конельяно)        | Ліга чемпіонів  | 9    | 32   | 89   | 2,78 |          |
| Всього  | Всього                     | Всього          | 66   | 229  | 681  | 2,97 |          |
| 2016    | «Вакіфбанк» (Стамбул)      | Чемпіонат світу | 5    | 18   | 39   | 2,17 |          |
| 2017    | «Вакіфбанк» (Стамбул)      | Чемпіонат світу | 5    | 17   | 62   | 3,65 |          |
| 2019    | «Імоко» (Конельяно)        | Чемпіонат світу | 5    | 18   | 61   | 3,39 |          |
| Всього  | Всього                     | Всього          | 15   | 53   | 162  | 3,06 |          |

Статистика виступів у збірній на Олімпіадах і чемпіонатах світу:
| Рік    | Турнір           | Ігри | Сети | Очки | Ср.  | Місце | Примітки |
| ------ | ---------------- | ---- | ---- | ---- | ---- | ----- | -------- |
| 2014   | Чемпіонат світу  | 13   | 44   | 159  | 3,61 | 1     |          |
| 2016   | Олімпійські ігри | 8    | 32   | 95   | 2,97 | 3     |          |
| 2018   | Чемпіонат світу  | 10   | 33   | 109  | 3,3  | 5     |          |
| 2021   | Олімпійські ігри | 8    | 17   | 3    | 0,18 | 1     |          |
| Всього | Всього           | 39   | 126  | 366  | 2,9  |       |          |